# 민속기행
《최상일의 민속기행》은 최상일 프로듀서가 진행하던 문화방송 라디오 프로그램이다. 매주 일요일 아침 6시 5분부터 6시 25분까지 방송되었다. 2009년 10월 18일 자로 10년 만에 폐지되었다.
| MBC 표준FM |                                      |              |
| 이전       | 최상일의 민속기행 (일)               | 다음         |
| 샘 깊은 물 | 최상일의 민속기행 (일)               | 세계도시여행 |
|            |                                      |              |
|            | 손석희의 시선집중 1 · 2부 (주중, 토) |              |